# Thích Thiện Siêu
Thích Thiện Siêu (18 tháng 8 năm 1921 - 3 tháng 10 năm 2001) là một tu sĩ Phật giáo, lãnh đạo Giáo hội Phật giáo Việt Nam.

## Tiểu sử
Sư tên thật là Võ Trọng Tường, sinh ngày 15 tháng 7 năm Tân Dậu 1921 âm lịch trong một gia đình mộ đạo Phật ở làng Thần Phù, huyện Hương Thủy, tỉnh Thừa Thiên Huế. Năm 14 tuổi (1935), sư xuất gia học học Phật pháp tại chùa Trúc Lâm, Huế - trường Phật học đầu tiên của Hội An Nam Phật Học - trải qua các chương trình Phật học sơ cấp, trung cấp rồi đến cao cấp.
Năm 23 tuổi (1944), sư trở thành giảng viên của trường Phật học nói trên - lúc này đã chuyển địa điểm sang Đại Tòng Lâm Kim Sơn, Huế.
Từ năm 1950 đến năm 1955, sư được cử làm Chánh Hội trưởng Tỉnh hội Phật giáo Thừa Thiên.
Từ năm 1957 đến năm 1962, sư được cử làm Đốc giáo Phật học đường Trung Việt tại chùa Hải Đức, Nha Trang.
Năm 1962, sư trở lại Huế và làm giảng viên Phật học và tham gia công tác của Tổng trị sự Phật giáo Trung phần và Tỉnh hội Phật giáo Thừa Thiên Huế.
Ngày 20 tháng 8 năm 1963, sư bị Chính quyền Ngô Đình Diệm bắt giam vì phản đối chính quyền này đàn áp Phật giáo. Đến khi Diệm bị lật đổ, sư mới được thả.
Từ năm 1964 đến năm 1974, sư được của làm Phó đại diện Phật giáo miền Vạn Hạnh; điều hành và giảng dạy lớp Cao đẳng Phật học chuyên khoa Liễu Quán tại chùa Linh Quang, Huế. Sư cũng tham gia giảng dạy các lớp Phật học ở nhiều tỉnh miền Trung khác.
Từ năm 1973 đến năm 1974, sư được cử giữ chức vụ Viện trưởng Viện Cao đẳng Phật học Hải Đức, Nha Trang.
Năm 1981, sư được cử làm Trưởng phái đoàn, đại diện cho Giáo hội Phật giáo Việt Nam Thống nhất dự đại hội thống nhất Phật giáo cả nước tại chùa Quán Sứ, Hà Nội. Tại đại hội này, sư được suy cử chức vu Trưởng ban Giáo dục Tăng Ni Trung ương Giáo hội Phật giáo Việt Nam.
Từ năm 1981 đến năm 1984, sư được mời giảng dạy tại Trường Cao cấp Phật học ở chùa Quán Sứ.
Từ năm 1982 đến năm 1988, sư làm Trưởng ban Trị sự tỉnh Phú Khánh liên tiếp hai nhiệm kì.
Từ năm 1984 đến năm 1988, sư được cử làm Phó hiệu trưởng Trường Cao cấp Phật học tại Thành phố Hồ Chí Minh.
Năm 1984, sư được cử làm Phó Chủ tịch Thường trực Hội đồng Trị sự Giáo hội Phật giáo Việt Nam.
Năm 1988, khi Viện Nghiên cứu Phật Học Việt Nam được thành lập, sư được cử làm Phó Viện trưởng.
Từ tháng 4-1987 đến khi qua đời, sư được bầu vào Đại biểu Quốc hội liên tiếp ba khóa VIII, IX và X.
Năm 1991, Giáo hội cử sư làm Phó chủ tịch Hội đồng Phiên dịch Đại tạng kinh Việt Nam, đặc trách Hán tạng.
Từ năm 1994 đến năm 2001, Giáo hội cử sư làm Hiệu trưởng Trường Cơ Bản Phật học (nay là Trường Trung cấp Phật Học), Thừa Thiên – Huế.
Năm 1997, sư được Giáo hội cử làm Viện trưởng Học viện Phật giáo Việt Nam tại Huế và đảm nhiệm vị trí này cho đến ngày qua đời.

## Trước tác
Sư là tác giả, đồng tác giả một số tác phẩm về Phật học như:
- Nghi thức tụng niệm (đồng tác giả, 1958).
- Nghi thức thọ Bồ-tát giới tại gia (1958)
- Đại cương luận Câu-xá (1987).
- Vô ngã là Niết-bàn (1990).
- Toả ánh Từ quang (1992).
- Lối vào Nhân minh học (1995).
- Cương yếu Giới luật (1996).
- Ngũ uẩn vô ngã (1997)
- Kinh Pháp hoa giữa các Kinh điển Đại thừa (1997).
- Trí đức văn lục (9 tập, 1994-2001)

Sư còn có nhiều bài biên khảo đăng tải ở các Tạp chí từ 1940-2001, như:
- Tạp chí Viên âm (1940).
- Phật giáo Việt Nam (1960).
- Liên Hoa (1961).
- Giác ngộ, 1982.
- Tập văn - Ban Văn hoá TW GHPGVN (từ năm 1985-2001)

Sư đã dịch một số kinh điển Phật giáo ra tiếng Việt:
- Kinh Thủ Lăng Nghiêm (1940).
- Phát Bồ-đề tâm văn (1952).
- Kinh Kiến Chánh (1953).
- Kinh 42 chương (1958).
- Kinh Trường A-hàm (lược dịch * 1959).
- Kinh Pháp Cú (1962).
- Tân Duy thức luận (1962)
- Đại cương Luận Câu Xá (1978)
- Luận Thành duy thức (1995).
- Luận Đại Trí độ (5 tập, 1997-2001).
- Trung luận (2001)